# Богословски дијалог Православне и Католичке цркве
Богословски дијалог Православне и Католичке цркве је богословски дијалог Православне цркве и Католичке цркве у оквиру Мјешовите богословске комисије, с циљем проучавања особености вјероучења страна у дијалогу и сматра се почетком пута ка евхаристијском јединству. Одлуке о покретању дијалога донијете су шездесетих година 20. вијека, а званични дијалог је почео 1980. године. Екуменистичке иницијативе патријарха константинопољског и Другог ватиканског сабора шездесетих година називане су „дијалог љубави”, а званичне богословске расправе од 1980. називају се „дијалог истине”. У току богословских расправа развијена су документа која дефинишу сличности и разлике Православне и Католичке цркве. Почетком деведесетих, православно-католички дијалог закомпликован је догађајима у источној Европи, што је довело до фокусирања двостраног дијалога на тему унијатства и прозелитизма. На Баламандском институту у Либану стране су потписале споразум 1993, којим се одређује заједнички став по овом питању. Међутим, и у православним и у католичким круговима, овај споразум је изазвао помијешане реакције. Од 2000. до 2005. поново је наступила криза у дијалогу, а рад е комисије је фактични обустављен. Упркос противљењу конзервативних кругова, званичан православно-католички дијалог је настављен од 2005. године. Стране су у Равени биле у могућности да потпишу заједничку изјаву 2007. у којој су сумирани резултати претходних састанака дијалога. Без обзира на сву сложеност и проблеме православно-католичких односа, двострани богословски дијалог је настављен. Постоје и бројне посебне православно-католичке међународне комисије и регионалне организације које се баве питањима двостраног дијалога.

## Предисторија

### Историја православно-католичких односа
Противрјечности између источног и западног хришћанства које су се гомилале вијековима, довеле су до Великог раскола 1054, консолидованог међусобним анатемама. Неки од разлога раскола цркава били су еклисиолошки, догматски и политички. Прекид општења између Византијске цркве и Римске катедре довео је до појаве све већег броја разлика у свим сферама црквеног живота. У 11. вијеку, Католичка црква одобрила је увођење Филиокве у Симбол вјере. Овај уметак се односио на догмат о Тројици и говорио о исхођењу Светог духа не само од Бога Оца, него и „од Оца и Сина”. Православци су оптужили западне хришћане да су прекршили 7. правило Трећег васељенског сабора, а такође се нису могли сложити са католичким виђењем улоге папе римског у Цркви. Крајем 12. и почетком 13. вијека десили су се историјски догађаји који су учврстили раскол: покољ Латина у Константинопољу (1182), постављање латинских јерарха у Јерусалиму, Антиохији и послије крсташког напада и у Константинопољу (1204), образовање Латинског царства и протјеривање православаца у Никеју. Средином 13. вијека крсташи су вршили нападе с циљем ширења католицизма у руске земље, али су ти покушаји били безуспјешни.
Папа римски Гргур X је сазвао Други лионски сабор 1274. с циљем успостављања уније између Источне и Западне цркве. Источни делегати сабора признали су примат епископаримског и вјероучење Католичке цркве. По много чему, ову унију је иницирао византијски цар Михаило VIII Палеолог, супротно мишљењу Православне цркве. Послије Михаилове смрти 1282, унију је раскинуо његов син Андроник II. Средином 15. вијека поново је покушано успостављање јединства Цркве. У Италији је одржан Ферарско-фирентински сабор од 1438. до 1445, који је сазвао папа римски Евгеније IV с циљем уједињења цркве. У раду сабора су учествовале религијске (предвођени патријархом Јосифом II) и политичке (предвођени царем Јованом VIII) вође Византије. Током рада сабора, православци су се сложили са свим тачкама католичког вјероучења и првенством папе у Васељенској цркви, а унија је потписана 5. јула 1439. године.
Након проглашења уније, у Византији је настала опозиција предвођена митрополитом ефеским Марком, која је одбацила унију. Послије пада Константинопоља 1453. и ликвидације Византије, јерарси Православне цркве, уз подршку вјерника и под притиском Османског царства, одбацили су унију са Римском катедром. Православна црква је поново изразила неслагање са католичким богословљем, истичући незаконитост Филиокве и одбацивање догмата о чистилишту, као и одбацивање папског првенства у Цркви. Константинопољски помјесни саборПравославне цркве 1484. признао је неканоничност Фирентинског сабора и његове одлуке прогласио неважећим.
Упркос одбацивању Фирентинске уније, православно-католички контакти су настављени. По правилу, већина ових контаката била је изражавање католичког прозелитизма према православцима. Мисионарска дјелатност Католичке цркве се интензивирала од 1570-их година. Напори да ка присаједињењу православних са Римским пријестолом, уз очување њихове литургијске традиције, довели су до појаве бројних гркокатоличких цркава. Католички мисионари постигли су највећи успјех на подручју источне Европе: у Жечпосполити (образована Руска унијатска црква (1596)), у Закарпатју (образована Русинска унијатска црква (1646)), у Трансилванији (образована Румунска гркокатоличка црква (1698)), такође и у Османском царству (образоване Мелкитска (1724) и Бугарска (1861) гркокатоличке цркве).
Више пута због промјена политичке ситуације, под притиском власти царске Русије, Совјетског Савеза, Румуније, Чехословачке, значајан дио гркокатолика вратио се у окриље Православне цркве (Полоцки сабор 1839, Лавовски сабор 1946, Албајулијска национална црквена скупштина 1948, ликвидација Словачке гркокатоличке цркве 1950). Тако је у 20. вијеку у Галицији дошло до ситуације да се православље споља намеће становништву. Римска катедра није признала ликвидацију унијатских заједница и бранила је право на постојање источнокатоличких цркава, што, по католицима, свједочи о компатибилности, дубокој разноликости традиција и обнављању модела црквеној јединства првог миленијума. По мишљењу многих православних истраживача, унијатство је „настало као плод силе и политичког компромиса, а не пристанак и избор слободне воље”, и дужи низ година је постојало као главни фактор који је кочио развој православно-католичких односа. Мисионарски успјеси католика на Блиском истоку довели су до раста антилатинских осјећања међу православцима. Истовремено, у густо насељеним подручјима на Средоземљу забиљежено је заједничко учешће католика и православаца у светим тајнама. Римска Конгрегација за ширење вјере забранила је 1729. свако учешће у католичким светим тајнама хришћанима који нису у заједници са Римом. Као одговор на то, православни патријарси су одлучили 1755. да прекрштавају католике који су прешли у Православну цркву. Ова праксе се наставила све до краја 19. вијека.
Односе Православне и Католичке цркве током средњег и новог вијека одликује еклисиолошко и сотериолошко увјерење у њихову искључивост и „јеретичност” супротне стране. Истовремено, у неким историјским етапама, православно-католички односи су се побољшавали. У јануару 1848, папа римски Пије IX је у својој енциклици „-In Suprema Petri}-” изразио жељу за дијалогом са Православном црквом. У мају 1848. јерарси Александријске, Антиохијске, Јерусалимске и Константинопољске цркве објавили су „Одговор источних патријараха на посланицу Пија X”. У својој Посланици, православни јерарси су одбили приједлог присаједињења са Католичком црквом и изнијели низ богословских проблема у православно-католичким односима. Истовремено, приликом сазивања Првог ватиканског сабора (1869—1870), дошло је до кризе у односима Ватикана и источних католика. Света столица је, као одговор на поступке унијатских патријарха, започела процес латинизације источнокатоличких цркава. Понтификат Лава XIII (1878—1903) обиљежиле су нове иницијативе за дијалог са Истоком и рјешавање проблема источнокатоличких цркава. Међутим, иницијативе Свете столице нису довеле до стварног побољшања односа са Православном црквом. У 20. вијеку, Први свјетски рат, револуција у Русији, грчка Малоазијска катастрофа, Други свјетски рат и успостављање комунистичких режима у источној Европи довели су до страшних посљедица по православне цркве. Све до средине 20. вијека помјесне православне цркве нису имале могућност пуноправног богословског дијалога са Римокатоличком црквом. Током овог периода, Света столица није чинила примјетне екуменске покушаје да се прошири на Исток, иако није одступила од идеологије уније и стварања Руског апостолата. До промјене става према начину дијалога са Православном црквом дошло је послије Другог ватиканског сабора (1962—1965), који је одиграо важну улогу у почетку званичног богословског дијалога са православцима. Тако су се средином 20. вијека нормализовали православно-католички односи, који су прошли еволуцију од прозелитизма до уважавајуће сарадње.

### Припрема богословског дијалога
На Првом свеправославном скупу покренуто је питање односа са Католичком црквом. Кардинал Августин Беа, предсједавајући Папског савјета за унапрјеђење хришћанског јединства, послао је 1963. предстојатељима православних цркава позив да присуствују Другом ватиканском сабору као посматрачи. О овом позиву се разговарало на Другом свеправославном скупу на острву Родос. Током одржавања скупа, делегати су се изјаснили за покретање богословског дијалога са католицима. Током Другог ватиканског сабора усвојен је декрет „Unitatis Redintegratio”, посвјећен екуменским дјелатностима и који доприноси развију дијалога са Православном црквом. Сусрет патријарха константинопољског Атинагоре и папе римског Павла VI десио се 1964. године. У децембру 1965. Антинагора и Павле VI донијели су заједничку одлуку да укину анатеме из 1054. године. Они су се 1967. изјаснили за покретање богословског дијалога. Патријарх константинопољски Димитрије и папа римски Јован Павле II су 1979, током папине посјете Турској, објавили одлуку о оснивању е међународно богословске комисије за православно-католички дијалог уз сагласност свих помјесних православних цркава. а комисија добила је два копредсједавајућа — једног са католичке и другог са православне стране. Дужност католичког копредсједавајућег комисије имали су челници Папског савјета за унапрјеђење хришћанског јединства: карднали Јоханес Вилебрандс (1979—1989), Едвард Идрис Касиди (1989—2001), Валтер Каспер (2001—2010) и Курт Кох (од 2010). Са православне стране ту дужност су обављали представници патријарха константинопољског: архиепископ аустралијски Стилијан (1979—2000), митрополит пергамски Јован (2006—2016) и митрополит писидијски Јов (од 2016).

## Вођење званичног богословског дијалога

### Почетак дијалога (1980-их)
Званични богословски дијалог почео је 1980, засједањима одржаним на грчим острвима Патмос и Родос. Стране су започеле разговоре на тему „Тајна Цркве и Евхаристије у свјетлости Тајне Свете Тројице”. Друго засједање е комисије одржано је у њемачком граду Минхену 1982, гдје је усвојен завршни документ о првој теми о којој се расправљало. На Криту 1984. православни и католички богослови су отпочели расправу о теми „Вјера, Свете тајне и јединство Цркве”. Тема је настављена на засједању у пољском Ополу 1985. године. Завршене расправе и усвајање заједничке изјаве на ову тему одржане су 1986. и 1987. у италијанском Барију. У финском Новом Валаму 1988. одржано је наредни састанак богослова е комисије, на коме су стране започеле расправу на тему „Света тајна свештенства у светотајинској структури Цркве са посебним освртом на важност апостолског прејемства за освештавање и јединство народа Божјег”. Богословски документ настали током ових засједања дали су богословску основу за даље расправе о питањима током дијалога. У параграфима 53. и 55. изјаве, усвојене на засједањима у Нововаламском манастиру (1988), стране су се дотакле једног од главних контроверзних еклисиолошких питања — првенство папе у Васељенској цркви.

### Прва криза дијалога
На прелазу из 1980-их у 1990-е, усљед распада Варшавског пакта и Совјетског Савеза, мисионарска дјелатност Католичке цркве се интензивирала у источној Европи. Почетком 1990-их у Украјини је обновљена Гркокатоличка црква, што је често било праћено насилним преузимањем цркава из јурисдикције Руске православне цркве. Упркос мировним процесима Руске православне и Римокатоличке цркве и усвајању „Препоруке за нормализацију односа између православних и католика источног обреда у Западној Украјини” на састанку у Москви у јануару 1990, насилна дејства гркокатолика против православаца у Украјини су настављена. Четворострана комисија, сачињена од представника Руске православне цркве, Украјинског егзархата РПЦ, Римске курије и Украјинске гркокатоличке цркве, почела је 6. марта 1990. са радом на нормализацији односа између православаца и гркокатолика у западној Украјини. Упркос одржавању низа састанака и развијању иницијатива за рјешавање међурелигиозног сукоба, није дошло до практичног побољшања ситуације. Комисија је престала са радом 13. марта 1990. године. Православна страна је оптужила гркокатолике да ометају рад комисије, што им је омогућило да наставе са брзим преузимањем имовине. Према католичкој страни, рад комисије је поремећен због одбијања Руске православне цркве да призна незаконитост Лавовског сабора 1946. и каноничност УГКЦ. У јуну 1990, на шестом засједању е богословске комисије у њемачком Фрајзингу, стране су наставиле расправу о еклисиолошким питањима, укључујући и питање унијатства. Руска православна црква је изразила жељу за дијалогом са Римокатоличком црквом о ситуацији у западној Украјини. Папа римски Јован Павле II је током састанка са делегацијом Руске православне цркве у Ватикану изјавио „о законитости постојања католичких цркава источног обреда у Украјини и о томе, да је Рим гарант за сљедбенике унијатске цркве”. Међутим, ове иницијативе и напори нису успјели да промијене ситуацију из коријена. Због заоштравања религијске ситуације у Украјини, Руска православна црква је преузела иницијативу за прекид званичног богословског дијалога са Католичком црквом, што су подржале и друге помјесне православне цркве. Упркос погоршању обостраних односа, стране су предузеле кораке за превазилажење кризе и наставак богословског дијалога. У јуну 1991, у италијанској Аричи, стране су израдиле нацрт документа „Унијатизам — метод за васпостављање јединства у прошлости и садашње трагање за пуним општењем”.

### Баламански споразум
У јуну 1993, на редовном (седмом) засједању е богословске комисије на Баламандском богословском институту у Либану, стране су развиле заједнички документ. Ова декларација се састојала из три дијела: увод, еклисиолошка начела и практична правила. У уводу, позивајући се на раније састанке у Фрајсингу (1990) и Аричи (1991), стране одбацују унију као метод тражења јединства, јер је у „супротности са заједничким предањем наших Цркава.” У тексту документа, цркве су се одрекле прозелитизма, уз образложење да „не треба да тражимо обраћање [] лица из једне Цркве у другу како би им било осигурано спасење”. Важна тачка декларације било је признање да су Католичка црква и Православна црква носиоци спасења и да се њихови односи заснивању на термину „сестринске Цркве”. Текст декларације дао је историјску оцјену закључивању унијатских уговора, који су „довеле до уједињења одређених заједница са Римском катедром, али су, последично томе, изазвале прекид општења са њиховим Црквама-мајкама”. Тако су у документи формулисана три принципа: одбацивање унијатизма као метода постизања јединства (тачка 2), признање права на постојање Гркокатоличких цркава (тачка 3) и неповредивост слободе људске савјести (тачке 15).
Овај документ био је прелазни у раду е богословске комисије, нису га потписали представници страна, а у изради декларације нису учествовали ни представници неких помјесних православних цркава. Баламандска декларација изазвала је помијешане реакције и у Католичкој и у Православној цркви. Конзервативни јерарси, богослови и мирјани критиковали су Баламандску изјаву због њеног претјераног екуменизма, изјава о „истим светим тајнама” и употреба термина „сестринске Цркве”. Источне католичке цркве су критиковале овај документ. Гркокатолици су били незадовољни осудом уније као облика црквеног јединства и назвали су споразум примјером „антикатоличког екуменизма”. Документ су критиковали и православни хришћани: тако, на примјер, Синод Грчке цркве је осудио Баламандски споразум, уз напомену да „Баламандски текст о унији — неприхватљив са православне тачке гледишта”.

### Друга криза дијалога
У Аричу 1998. стране су припремиле прелиминарни документ за даљу расправу на сљедећем састанку е богословске комисије. Православни богослови нису постављали питање укидања источнокатоличких цркава, али су тражили да католичка страна недвосмислено осуди сам принцип унијатства захваљујући којем су ове цркве и настале. Рад е богословске комисије је настављен на засједању у америчком Балтимору јула 2000. на тему „Еклисиолошких и канонских посљедица светотајинске природе Цркве”. Током разговора, стране су изнијеле различите ставове о постојању источнокатоличких цркава. Православни учесници су изразили незадовољство постојање унијатских цркава на канонској територији православних цркава, чиме је, по њиховом мишљењу, нарушен темељно еклисиолошко начело по коме на одређеном мјесту може бити само једна помјесна црква и само један епископ. Католички богослови су изјавили да источне католичке цркве бране јединство са епископ римским као неопходно еклисиолошко начело Цркве прије подјеле. Католичка страна је одбила да призна формулације православних богослова о унијатским црквама. Ово неслагање није омогућило усвајање усаглашеног документа након засједања и заправо је послужило као разлог за прекид званичног богословског дијалога. Комисија је сматрала да је неопходно даље дубље проучавање богословских, пастирских, историјских и канонских питања везаних за питање унијатства.

### Наставак дијалога
На састанку предстојатеља православних цркава у Истанбулу 2005, захваљујући напорима православног копредсједавајућег е богословске комисије митрополита пергамског Јована, православне цркве су се изјасниле за поново успостављање званичног богословског дијалога са Католичком црквом. Папа римски Бенедикт XVI се у децембру 2005. обратио члановима е богословске комисије у вези са наставком православно-католичког дијалога и изразио наду у „покрет ка јединству”. Сљедеће (девето) засједање е комисије одржано је у септембру 2006. у Београду. Стране су разговарале на тему „Еклисиолошке и канонске посљедице светотајинске природе цркве. Саборност и ауторитет у Цркви”. Сљедеће засједање одржано је у италијанској Равени 2007. године. Као исход засједања стране су усвојиле заједничку изјаву на тему „Еклисиолошке и канонске посљедице светотајинске природе цркве. Црквено општење, саборност и ауторитет”. Овај споразум резимирао је плодове богословских консултација 1982, 1987. и 1988. године. У Равенској изјави, стране су истакле заједничко предање двеју Цркава у погледу на црквено јединство, а такође су препознали три нивоа црквеног живота: мјесни, регионални и васељенски. Истовремено, остављено је за даљу расправу проблематична тврдња да је епископ Рима „први” међу патријарсима на васељенском нивоу. Равенски документ нису потписали представници Руске православне цркве, који су имали замјерку на садржај документа, као и протест јер је Константинопољска патријаршија на засједање позвала представнике Естонске апостоле православне цркве. Редовна засједања Мјешовите богословске комисије на тему „Улога римског епископа у кинонији Цркве у првом миленијуму” одржана су у кипарском Пафосу 2009. и Бечу 2010. године.

### Дијалога 2010-их и садашње стање
Тринаесто засједање Мјешовите богословске комисије одржано је у јорданском Аману 2014. на тему „Синодалност и примат”. Током рада, богослови комисије су одлучили да припреме нацрт заједничког саопштења, који би требало добро проучити и озваничити током наредних засједања комисије. У италијанском Кјетију 2016. је одржан четрнаесто засједање комисије, на којем су стране усвојиле документ на тему „Синодалност и примат у првом миленијуму. На путу ка заједничком схватању служења јединству Цркве”. Припреми састанак Мјешовит богословске комисије одржан је на грчком острву Лерос 2017. године. На засједању је одлучено да је потребно припремити документ на тему „На путу ка јединству у вјери: богословска и канонска питања”. У вези дјеловања Константинопољске патријаршије у Украјини 2018, Руска православна црква је престала с учешћем у свим структурама у којима предсједавају и копредсједавају представници Константинопољске патријаршије, што је угрозило даље вођење званичног православно-католичког дијалога. Међутим, припремна засједања Мјешовите богословске комисије на тему „Синодалност и примат у другом миленијуму и данас” одржана су у монашкој заједници Босе у Италији 2018. и 2019. године.
У мају 2022, након двогодишње паузе изазване пандемијом ковида 19, одржано је засједање координационог комитета у Ретимну на Криту. На засједању је завршен рад на тексту „Синодалност и примат у другом миленијуму и данас”. Од 1. до 7. јуна 2023. у египатској Александрији одржан је петнаесто засједање Мјешовите богословске комисије, на којој су стране усвојиле документ „Синодалност и примат у другом миленијуму и данас”.

## Двострани дијалог и односи Римокатоличке цркве са помјесним православним црквама

### Односи Католичке цркве и Александријске патријаршије
Александријска патријаршија активно учествује у екуменском дијалогу са Римокатоличком црквом. На устоличењу патријарха александријског Николаја VI 1968, делегација Римокатоличке цркве предала је Александријској патријаршији честицу моштију Светог Марка, оснивача Александријске цркве. У Риму је 2013. одржан сусрет папе римског Фрање и патријарха александријског Теодора II. Патријарх Теодор II је у Каиру 28. априла 2017. учествовао у заједничкој екуменској молитви са папом Фрањом, коптским патријархом Теодором II и патријархом константинопољским Вартоломејем.

### Односи Католичке цркве и Антиохијске патријаршије
Крајем 20. вијека започети су активни екуменски контакти и дијалог између Антиохијске патријаршије и гркокатоличке Мелкитске цркве, која се одвојила од Антиохијске патријаршије 1724. године. На иницијативу мелкитског архиепископа баалбешког Илије, двије црвке су 1974. образовале двострану богословску комисију како би кренуле ка евхаристијском општењу. Међутим, грађански рат у Либану спријечио је дијалог између цркава. Архиепископ Илија је 1995. предочио Синоду Мелкитске цркве формулу на основу које је требало да се оствари јединство са православцима. Састојала се у потпуном признању догмата Православне цркве и у општењу у светим тајнама са епископом Рима, у границама које су признали Свети Оци Истока током првог миленијума, прије подјеле. Ову иницијативу (позната као Мелкитска иницијатива) одобрила су 24 од 26 чланова Синода Мелкитске цркве, а касније представљена патријарху антиохијском Игњатију IV и патријарху мелкитском Максиму V. Развој ове екуменске иницијативе довео је до почетка рада двостране богословске комисије (по два богослова са сваке стране), која је припремила документ под називом „Поновно уједињење Антиохијске патријаршије”. О раду комисије се расправљало на засједањима синода Мелкитске цркве (јул 1996) и Антиохијске патријаршије (октобар 1999).
Свети синод Антиохијске патријаршије одлучио је да настави контакте са Мелкитском црквом и учешће у православно-католичком дијалогу у оквиру Мјешовите међународно богословске комисије. Међутим, православна страна је такође примјетила да је инеркомунион са Мелкитском црквом, треба да буде не први, већ посљедњи корак ка пуном јединству. Синод је такође напоменуо да се ступање у општење са Мелкитском црквом мора одобрити на свеправославном нивоу. Коментаришући 1997. „Мелкитску иницијативу” у писму патријарху Максиму V, префект Конгрегације за доктрину вјере кардинал Јозеф Ратцингер, префект Конгрегације за источне цркве кардинал Акиле Силвестрини и кардинал Едвард Касиди критиковали су идеју интеркомуниона између одвојене источнокатоличке цркве и посебне помјесне цркве и напоменули: „треба избјегавати преурањене једностране иницијативе”.

### Односи Католичке и Бугарске православне цркве
И поред чињеница, да је Бугарска православна црква била једна од ријетких цркава која је послала посматраче на Други ватикански сабор, позиција Бугарске цркве у односу на католицизам је једна од најжешћих међу аутокефалним православним црквама. У условима усложњавања православно-католичких односа 2000, патријарх бугарски Максим је током сусрета са кардиналом Касидијем одбио позвати папу римског у Бугарску. Упркос посјетама папа римских Јована Павла II (2002) и Фрање (2019) Бугарској, предстојатељи цркава нису потписали заједничке документе. Папа римски Јован Павле II је 2002. на састанку са патријархом бугарским Максимом и члановима Синода Бугарске цркве навео примјер Ћирила и Методија (заједнички свеци за православце и католике) као упечатљив примјер јединства западних и источних хришћана. Истовремено, након папине посјете Бугарској, Католичка црква је 2002. и 2006. предала дио моштију Светог Дасија Доростољског и Светог Георгија Бугарској цркви. Бугарска црква је од 2009. званично објавила да не учествује у богословском дијалогу са Римокатоличком црквом. Током Фрањине посјете Бугарској, Синод Бугарске цркве је дао званичну изјаву да „Бугарска црква неће учествовати ни у каквим заједничким службама или молитвама са католичком страном”. Током посјете, Фрања се састао са свештеном јерархијом Бугарске цркве, одржао говоре о екуменизму, заједничким свецима и посјетио Спомен-храм Александра Невског у Софији. Након Фрањине посјете, у фебруару 2020. Римокатоличка црква је одлучила да Бугарској цркви пренесе честица моштију светитеља Климента Римског и Потита, који су живјела на подручју данашње Бугарске.

### Односи Католичке и Грузинске православне цркве
Екуменски контакти између Католичке и Грузинске православне цркве почели су након посјете католикоса-патријарха све Грузије Илије II Риму и сусрета с папом римски Јованом Павлом II 1980. године. Међутим, конзервативни вјерници у Грузији су исказали незадовољство екуменским контактима цркава. Тенденције против екуменизма биле су посебно јаке у монашкој средини и изражавале су се у недопустивости учешћа у заједничким молитвама са инославнима. Унутарцрквена борба између присталица и противника екуменског дијалога довела је до тога се Грузинска црква 1997. повукла из Свјетског савјета цркава и Конференције европских цркава, а 8. октобра 1998. Синод Грузинске цркве је означио као неприхватљив Баламандски споразум, који је постигнут у оквиру свеправославно-католичког дијалога 1993. године. Упркос антиекуменистичком покрету у црквеној средини, Грузинска црква је наставила да учествује у богословском дијалогу са Римокатоличком црквом. Јован Павле II је посјетио Грузију 1999, када је одржао састанка са предсједником Грузије Едуардом Шеварднадзеом и патријархом Илијом II, који су папи поклонили икону Богородице и заједно с њим посјетили Саборни храм Светицховели. Папа је служио мису у тбилиској Дворани спорта и преноћио у прихватилишту за бескућнике и сиромашну дјецу. Упркос чињеници да су највиши јерарси учествовали на састанку са папом, Илија II је учешће вјерника Грузинске цркве у католичком богослужењу у Дворани спорта назвао „неприхватљивим кораком”.
Папа Фрања је посјетио Грузију 2016, када се састао са предсједником Грузије Гиоргијем Маргвелашвилијем и патријархом Илијом II, а такође је одржао јавну мису на стадиону Михаил Месхи, којој је присуствовало око 3000 људи. Грузинска црква, пратећи своју конзервативну опозицију, одбила је заједничке екуменске молитве са католичком страном, а највиши јерарси Грузинске цркве игнорисали су папину мису на стадиону. Такође, непосредно прије папине посјете, патријарх Илија II није препоручио православним вјерницима да учествују у католичком богослужењу. Папину посјету пратили су протести неких мирјана и свештенослужитеља Грузинске цркве, који су ступали под слоганима „Ватикан — духовни агресор”. Патријаршија је, коментаришући протесте појединих вјерника, издала саопштење у којем осуђује негативне изјаве духовних лица Грузинске цркве упућене папи Фрањи.

### Односи Католичке цркве и Јерусалимске патријаршије
Током посјете Јерусалиму у јануару 1964, папа римски Павле VI се састао са патријархом јерусалимским Венедиктом. Развој односа са католицима послије Другог ватиканског сабора довео је до повећања утицаја Римокатоличке цркве међу арапском паством Јерусалимске цркве. Патријарх Венедикт је крајем 1964. оптужио Католичку цркву за прозелитизам и „издају јеванђељске проповједи”. У циљу побољшања односа, Католичка црква је 1965. пренијела мошти Саве Освећеног у Јерусалим. Венедикт је у својој поруци 1969. забранио чланови цркве да учествују у богослужењима и светим тајнама инославних цркава. Представници Јерусалимске патријаршије били су опрезни према екуменским иницијативама у другој половини 20. вијека. Од 1989. до 2006. представници Јерусалимске патријаршије нису учествовали у раду Мјешовите богословске комисије за дијалог са Римокатоличком црквом. Патријарх Диодор се успротивио наставку богословског дијалога 1992. са представницима инославља, посебно са католицима. Након избора Теофила III за патријарха јерусалимског 2005, представници Јерусалимске патријаршије поново су наставили да учествују у дијалогу са католицима у оквиру Мјешовите богословске комисије. Током посјете папе римског Бенедикта XVI Светој земљи, патријарх Теофил је, на састанку са понтификом, одржао говор у коме је позвао на „развијање динамичног дијалога између Православне и Католичке цркве”.

### Однос Католичке и Кипарске православне цркве
Двострани односи Римокатоличке и Кипарске православне цркве почели су да се активно развијају ступањем на дужност архиепископа кипарског Хризостома II 2006. године. Хризостом II је посјетио Рим 2007. и потписао заједничку декларацију са Бенедиктом XVI. Хризостом II је 2009. јавно осудио групу монаха који су се противили одржавању једанаестог засједања Мјешовите богословске комисије у кипарском Пафосу. Хризостом II је упутио званичан позив папи и Бенедикт XVI је 2010. стигао на Кипар, што је изазвало протесте појединих конзервативних вјерника.

### Односи Католичке и Константинопољске патријаршије
Активна екуменска позиција патријарха константинопољског Атинагоре (1949—1972) допринијела је почетку свеправославно-католичког дијалога. Атинагорина идеја „јединства хришћана без уједињења Цркве” постала је основа односа Константинопољске цркве и Ватикана. Упркос противљењу појединих јерарха Константинопољске цркве, представници Константинопољске патријаршије били су присутни на 3. и 4. засједању Другог ватиканског сабора као посматрачи. Патријарх Атинагора се састао са папом Павлом VI у Јерусалиму 1964, потписао декларацију о опозиву међусобне анатеме из 1054. у децембру 1965, састао се са папом у Истанбулу у јулу 1967. и Риму у октобру 1967. године. На састанку у Истанбулу 1967, Атинагора је изјавио да јединство цркве треба да буде засновано на сагласности у основним начелима вјере уз задржавање разноликости и слободе богословске мисли. На састанку у Риму, патријарх и папа потписали су другу заједничку декларацију. Атинагорин насљедник, патријарх Димитрије I, састао се са папом Јованом Павлом II 1979. и 1987. године. На састанку 1987, у знак јединства у основама вјере, папа и патријарх су прочитали Симбол вјере на грчком без Филиокве. Од тада, Константинопољска патријаршија и Католичка црква установиле су традицију да делегације обје цркве посјећују Рим и Истанбул на дане сјећања апостола Петра и Павла (29. јуна и 30. новембра). Вартоломеј I, који је постао патријарх константинопољски 1991, наставио је да развија односе са Римокатоличком црквом.
Вартоломеј је посјетио Рим у јулу 1995. и потписао заједничку декларацију са Јованом Павлом II о изгледима за двострани дијалог Ватикана и Константинопољске патријаршије. Деведесетих година 20. вијека и у првој деценији 21. вијека, упркос православно-католичкој конфронтацији у Југославији, Румунији и Украјини и обустављају званичног свеправославно-католичког богословског дијалога, Константинопољска патријаршија је успјела да настави с развојем односа са Римокатоличком црквом. Вартоломеј је у јануару 2002. учествовао на католичким манифестацији „Дани молитве за мир у цијелом свијету” у Асизију, а у јуну 2002. потписао је заједничку декларацију са папом о питањима животне средине. Вартоломеј и Јован Павле II су потписали још једну заједничку декларацију 2002. о глобалним изазовима нашег времена и проблемима заједничког рада на „на новој јеванђелизацији” Европе. У новембру 2004. Јован Павле II је у базилици Светог Петра предао Вартоломеју мошти светих Григорија Богослова и Јована Златоустог, које су касније достављене у Истанбул. Новоизбрани папа Бенекидт XVI посјетио је 2006. резиденцију патријарха константинопољског у Фанару и потписао заједничку декларацију са Вартоломејом, а Вартоломеј је 2011. посјетио Асизи гдје учествовао у манифестацији „Дан молитве о миру у цијелом свијету”, Рим је посјетио 2012, гдје је говорио на 50. годишњици Другог ватиканског сабора, а 2013. је присуствовао, први пут у историји, свечаности устоличења новог римског понтифика Фрање. Након избора папе Фрање, настављен је развој односа Католичке цркве и Константинопољске патријаршије. Предстојатељи су се састали у Јерусалиму (мај) и Истанбулу (новембар) и потписали двије заједничке декларације; 2006. јерарси су заједно са архиепископом атинским Јеронимом II потписали трећу заједничку изјаву. Константинопољска патријаршија и Римокатоличка црква су од 2008. иницирали редовне православне-католичке форуме на различите теме: односи цркве и државе, економски и еколошки проблеми, религијска и културна разноликост.

### Односи Католичке и Румунске православне цркве
Румунска православна црква је, након што је добила званичан позив, одбила да пошаље посматраче на Други ватикански сабор. Прве узајамне посјете делегација Румунији и Ватикану догодиле су се 1971. и 1972. године. Делегација Римокатоличке цркве, на челу са кардиналом Јоханесом Вилебрандсом, учествовала је у догађајима поводим 90. годишњице аутокефалности Румунске православне цркве 1975. године. Вилебрандс је 1977. поново посјетио Румунију, гдје је учествовао у интронизацији новог патријарха румунског Јустина. Од 1980. представници Румунске цркве учествују у званичном свеправославно-католичком дијалогу. У јануару 1987. нови патријарх румунски Теоктист посјетио је Ватикан. Почетком 1990-их, односи између Католичке и Румунске православне цркве наишли су на потешкоће, укључујући и због легализације Румунске гркокатоличке цркве. Имовински спорови православаца и гркокатолика довели су оснивања заједничке комисије Румунске православне цркве и румунских гркокатолика 1997. године.
У Румунији се православно-католички дијалог суочава са многим потешкоћама, али су односи почели да се побољшавају. Важан догађај за помирење, било је присуство патријарха Теоктиста на сахрани гркокатоличког митрополита Александра Тодеа. Папа римски Јован Павле II посјетио је Румунију у мају 1999, што је допринијело развоју сарадње Католичке и Румунске православне цркве. Током посјете, папа се састао са патријархом Теоктистом и потписали су заједничку декларацију (у којој су позвали на рјешење сукоба Југославије и НАТО мирним путем). Папа је навео „Румунија је дом, гдје се Исток и Запад сусрећу у природном дијалогу”. Теоктист је 2002. посјетио Ватикан, гдје је потписао заједничку декларацију са Јованом Павлом II. Папа Фрањо је посјетио Румунију 2019, састао се са патријархом Данијелом и позвао православно и католичко становништво Румуније на јединство.

### Односи Католичке и Руске православне цркве
Послије Другог ватиканског сабора (коме су присуствовали посматрачи Руске православне цркве) на иницијативу кардинала Јоханеса Вилебрандса и митрополита лењинградско-новгородског Никодима, започет је богословски дијалог Римокатоличке и Руске православне цркве. Први богословски разговори о социјалној доктрини Католичке цркве одржани су на Лењинградској духовној академији 1967. године. Састанци богослова двије цркве постали су редовни и одржавани су у Барију (Италија) 1970, у Загорску (Совјетски Савез) 1973, у Тренту (Италија) 1975, у Одеси (Совјетски Савез) 1980. и у Венецији (Италија) 1987. године. На овим састанцима, стране су разговарале о питањима еклисиологије и постигле заједнички договор о низу тема: католичност цркве, апостолско прејемство и мјесто цркве и појединца хришћанина у савременом свијету. Према ријечима патријарха московског Пимена, ови разговори су допринијели почетку свеправославно-католичког дијалога 1980. године. Тако су од друге половине 1960-их односи Католичке и Руске цркве почели нагло да се развијају. Међусобно зближавање довело је до тога да је Синод Руске цркве признао мјешовите православно-католичке бракове 1967, дозволио је учење светих тајни католицима и старовјерцима ако је то потребно 1969, док је делегације Руске цркве посјетила Ватикан 1977. године.
Почетком 1990-их, односи између Руске православне и Католичке цркве били су сложени, заоштравањем религијске ситуације у западној Украјини због легализације црквених структура гркокатолика. Од октобра 1989. до јануара 1990, у Лавовској, Ивано-франковској и Тернопољској области Украјине забиљежена су 32 случаја насилног преузимања цркава, као и пријетњи православним свештенослужитељима. Везано за заоштравање религијске ситуације у Украјини, Руска црква је предложила прекид званичног богословског дијалога са Католичком црквом, што су подржале и друге помјесне православне цркве. На састанку представника Руске цркве и Римокатоличке цркве у Даниловом манастиру у Москви 6. јануара 1990, донијета је одлука о стварању четворочлане комисије за рјешавање ситуације. Комисије је 7. марта 1990. усвојила „Саопштење Четворостране комисије о рјешавању односа између православаца и католика источног обреда у западној Украјини”, које нису потписали представници Украјинске гркокатоличке цркве. Представници украјинских гркокатолика су одбијање потписивања образложили незадовољством погрдним формулацијама документа упућеног гркокатолицима, као и неизвјесношћу по питању црквене имовине. Након тога, рад комисије је прекинут. Међусобни контакти цркава настављени су састанцима 1992. и 1994. у Женеви, на којима су стране изјавиле своју приврженост мирном рјешавању спорних питања и позвале свјетовне власти Украјине да се не мијешају у унутрашње црквене проблеме. Састанци делегација Руске цркве (предвођена митрополитом Кирилом (Гундјајевом)) и делегацијом Римокатоличке цркве (предвођена кардиналом Едуардом Касидијем), посвјећених темама унијатства и католичког прозелитизма на територији Заједнице независних држава одржани су у Москви (1995, 1998. и 1999), у Риму (1996) и у Барију (1997). Сусрет патријарха московског и папе римског планиран је у аустријском Грацу 1997, али до њега никада није дошло.
Послије посјете папе римског Јована Павле II Украјини 2001. без званичног позива Украјинске православне цркве и стварању католичких епархија на територији Русије 2002, напетости у односима цркава су настављене. На састанку делегација обје цркве у Женеви 2003, католичка страна је покренула питање стварање патријаршије за гркокатолике на територији Украјине. Одлучено је да се оснује Заједничка радна група за проблематична питања између Католичке цркве и Руске православне цркве 2004, у којој су били представници Московске патријаршије, Папског савјета за унапрјеђење хришћанског јединства и католичких структура у Русији. Ова комисија се бавила најхитнијим проблемима двостраних односа. Као дио пријатељских гестова с циљем обнављања свеправославно-католичког дијалога, Католичка црква је Руској цркви 2004. пренијела „ватиканску” икону Казањске Божје мајке. Одлука о оснивању заједничке радне групе за културну сарадња донијета је 2015. године. У кубанској Хавани је одржан састанак патријарха московског Кирила и папе римског Фрање 2016, након чега су јерарси потписали заједничку декларацију. Овај сусрет изазвао је опречне реакције, али је допринио развоју односа Руске православне и Римокатоличке цркве. У тексту декларације истраживачи примјећују како традиционална питања класичног екуменизма, питања уједињења (параграфи 8—23, 28), тако и питања сарадње у различитим небогословским сферама.

### Односи Католичке и Српске православне цркве
Најтежи период у односима Католичке и Српске православне цркве био је Други свјетски рат, током којег су поједини католички јерарси сарађивали са усташким режимом у Независној Држави Хрватској, који је прогонио српско православно становништво. Односи између цркава почели су да се побољшавају током Другог ватиканског сабора. Кардинал Јоханес Вилебрандс је од 1963. до 1969. пет пута посјетио Београд и сусрео се са јерарсима Српске цркве. Патријарх српски Герман се 1985. састао са државним секретаром Ватикана Агостином Казаролијем. На овом састанку усвојена је одлука да се отпочне регионални православно-католички богословски дијалог у Југославији у оквиру заједничке комисије за дијалог између Синода Српске цркве и Конференције католичких епископа Југославије.
Почетком 1990-их, у позадини грађанског рата у Југославији, православно-католички односи у земљи су се погоршали. На засједању Синода Српске цркве у новембру 1991. донијета је одлука о прекиду дијалога са Католичком црквом. Разлози за ову одлуку били су прозелитско дјеловање уније у православној средини, став папе римског Јована Павла II у вези православних цркава, као и изјава загребачког надбискупа кардинала Фрање Кухарића о разлозима избијања рата у Хрватској. Међутим, од избора епископа рашко-призренског Павла за патријарха српског 1990. до његове смрти 2010, упркос друштвено-политичкој кризи и рату у бившој Југославији, Православна и Католичка црква су више пута изразиле са бројним мировним иницијативама. На примјер, у мају и августу 1991. одржана су два сусрета патријарха Павла и кардинала Фрање Кухарића на територији Хрватске, а 10. октобра 1991. папа Јован Павле II послао је поруку патријарху Павлу у којој је констатовао мирне иницијативе патрија и кардинала. Крајем септембра 1992, уз посредовање Конференције европских цркава у Босају (код Женеве), одржан је трећи састанак патријарха Павла и кардинала Кухарића, на којем су стране поново позвале на заустављање рата. Такође, упркос противљењу појединих епископа и мирјана Српске цркве у априлу 1993. два јерарха Српске цркве митрополит црногорско-приморски Амфилохије и епископ бачки Иринеј састали су се са папом Јованом Павлом II и договорили низ питања за успостављање двостране сарадње. Патријарх српски Павла и надбискуп загребачки Кухарић и надбискуп сарајевски Пулић потписали су Сарајевску декларацију 1994, којом су зараћене стране позвале на прекид борбених дејстава. По завршетку рата почео је успостављање православно-католичких односа.
Од 1998. до 2000. у Босни и Херцеговини су се одржавали редовни сусрети православних и католичких архијереја, а патријарх Павле је 1999. посјетио Загреб. Од 1998. настављени су редовни састанци заједничке комисије Синода Српске цркве и католичких бискупа на којима се расправљало о питањима мјешовитих бракова и повратка избјеглица. Важан допринос православно-католичком дијалогу дала је сарадња богословских факултета универзитета у Београду, Загребу и Љубљани. Један од главних проблема у двостраним односима Католичке и Српске православне цркве били су контакти католичке стране са представницима неканонске Македонске православне цркве. Односи између цркава одржавају се на парохијском, академском нивоу и у оквиру богословског дијалога Мјешовите богословске комисије, али и даље доживљавају потешкоће због различитих погледа на прошлост.

### Односи Католичке и Грчке православне цркве
У контексту усложњавања православно-католичких односа почетком 1990-их, Грчка црква је заузела активну позицију. Синода Грчке цркве је у фебруару 1992. оптужио католике да користе источнокатоличке цркве за ширење у православним земаља, а такође је позвао грчку владу да прекине дипломатске односе са Ватиканом. Папа Јован Павле II је посјетио Грчку 2001. године. Представници јавности, јерарси, монаси и мирјани Грчке цркве протествовали су и позвали грчку владу да откаже посјету понтифика. Током посјете, предстојатељ Грчке цркве архиепископ атински Христодул је истакао да су протести дијела православне пастве тест „чишћења историјског памћења” на које је папа позвао. Јован Павле II затражио је од грчког народа опроштај за поступке крсташа и признао „тежину противрјечности прошлости и садашњости” које се морају превазићи. Након посјете, јерарси су потписали заједничку декларацију у којој су предстојатељи цркава осудили „сваку употребу насиља, прозелитизма и фанатизма у име вјере”, а такође су изразили забринутост због изазова нашег времена: друштвене неправде, ратова, тероризма и насиља у свијету. Христодул је потписао другу заједничку декларацију са папом Бенедиктом XVI 2006. године. Папа Фрањо је Грчку посјетио 2016. године. У априлу 2016, архиепископ атински Јероним II у избјегличком кампу на Лезбосу, заједно са патријархом константинопољским Вартоломејом и папом римским Фрањом, потписао је још једну заједничку православно-католичку изјаву.

### Православно-католички дијалог у Сједињеним Државама
Православно-католички дијалог у Сједињеним Државама у оквиру Сјеверноамеричких православно-католичких богословских консултација започет је 1965. године. У консултацијама са католичке стране учествују представници Конференције католичких бискупа Сједињених Држава, а са православне стране представници Скупштине канонских православних епископа Сјеверне и Централне Америке. У саставу Скупштине канонских православних епископа, а који су учествовали у дијалогу са православне стране, делегирани су представници константинопољске Албанске православне епархије у Америци, Архиепископије америчке, Украјинске православне цркве у Сједињеним Државама, Америчке карпаторусинске православне епархије, антиохијске Архиепископије сјеверноамеричке, бугарске Епархије у Сједињеним Државама, Канади и Аустралији, грузинске Епархије сјеверноамеричке, Православне цркве у Америци, румунске Митрополије двије Америке и Српске православне цркве у Сјеверној и Јужној Америци. Консултације су одржале значајан број састанака и разговарале о широком спектру питања: од биоетике до еклисиолошких питања. Најзначајније са богословске тачке гледишта биле су заједничке изјаве из 1999. (о светим тајнама) и 2003. (о проблему Филиокве). Поред општих изјава о различитим богословским темама, консултацијама су коментарисане заједничке изјаве Мјешовите богословске комисије (Минхен 1982, Бари 1987, Нови Валам 1988, Баламанд 1993. и Равена 2007). Консултативни састанци се одражавају два пута годишње. Такође, православно-католички дијалог у Сједињеним Државама води се у оквиру Заједничког комитета православних и католичких епископа. Састанци комитета одржавају се годишње. Рад комитета почео је 1981. и обухвата углавном питања пастирског карактера.

## Посљедице

### Анализа богословског аспекта дијалога

#### Карактеристика богословских дискусија
Основне богословске разлике између православаца и католика о којима се расправљало на Фирентинском сабору биле су: однос према поимању првенства папе, Филиокве, употреба квасног и бесквасног хљеба у евхаристији и католичко учење о чистилишту. Углавном, дуже вријеме су првенство папе и Филиокве били главне догматске разлике Католичке и Православне цркве. Папа Пије IX је булом „Ineffabilis Deus” 1854. прогласи догмат о безгрјешном зачећу Дјевице Марије, а Први ватикански сабор (1869—1870) традиционалном је учењу о првенству папе додао је догмат о вјероучитељској непогрјешивости Римског понтифика. На почетку званичног богословског дијалога одлучено је да се расправа започне питањима у којима стране имају много више заједничког од разних контроверзних питања. Тачније, Католичка црква је признала апостолско прејемство у Православној цркви, а такође је позитивно оцијенила поштовање икона, поштовање Богородице, светаца, однос према светој тајни евхаристије, литургијске и монашке традиције православаца. Главни циљ комисије био је да утврди да ли има основа за потпуну обнову евхаристијског општења.
Од првих засједања, разговори су били усредсређени на еклисиолошке аспекте. У првој етапи дијалога (прва четири засједања) Мјешовита комисија могла је да изда заједничка документа која указују на дубок степен заједничког разумијевања питања вјере, светих тајни и Цркве: „Тајна Цркве и Евхаристије у свјетлости Тајне Свете Тројице” (Минхен 1982), „Вјера, свете тајне и јединство Цркве” (Бари 1987), „Света тајна свештенства у светотајинској структури Цркве са посебним освртом на важност апостолског прејемства за освештавање и јединство народа Божјег” (Нови Валам 1988). Стране су се сложиле да постоји само једна Црква, а разлике у богословским формулација могу бити посљедица историјских околности. Истраживачи су примјетили огромну улогу Минхенског документа из 1982. за даљи развој дијалога, јер су први пут послије дужег времена католички и православни богослови издали заједнички документ који изражава „заједничку вјеру”. Како су истраживачи примјетили, у текстовима заједничких саопштења, стране су се трудиле да не користе изразе карактеристичне само за једну конфесију, а такође су настојале да избјегну „спорне формулације”. Једно од најхитнијих богословских питања у историји православно-католичких односа, Филиокве, током дијалог је изгубило на важности и није имало исти значај као питање признања васељенске власти папе римског. У тексту Минхенског документа стране су, позивајући се на Нови завјет (Јн. 15:26) признале, да Свети дух исходи од Оца, као јединствени извор у Тројици. Поред тога, у појашњењу „Les traditions grecque et latine concernant la procession du Saint-Esprit” из 1995. Папски савјет за унапрјеђење хришћанског јединства признао је као законито уклањање Филиокве из литургијске традиције, не само источнокатоличких цркава, него и у латинском обреду. У декларацији „Dominus Iesus” Конгрегације за доктрину вјере из 2000, Симбол вјере је објављен без Филиокве, а ово одбацивање је такође више пута исказао Јован Павле II на богослужењима. Стране су такође констатовале заједничко поимање свештенства и апостолског прејемства. Из недостатка текстова заједничких саопштења, истраживачи су истакли: њихов тешко разумљив језик, ријетку употребу цитата из Светог писама и повећану пажњу евхаристије у поређењу са другим светим тајнама када се расправља о светотајинским питањима.
Светотајинске теме разматране су од 1984. до 1987. и свеле су се на расправу о светим тајнама. По овом питању, стране су се сложиле да „вјера живи, преноси и исповиједа” у светим тајнама, а за учешће у заједничким светим тајнама неопходна је заједничка вјера, разлике у давању светих тајни су одређене традицијом, а средишње мјесто међу светим тајнама заузима евхаристија. Током ових расправа, стране су показале заједничко разумијевање стварног присуства тијела Христовог у хљебу и вину евхаристије. Од 1990. до 2000, на иницијативу православне стране, тема рада Мјешовите комисије био је проблем унијатства, чије расправе су чиниле другу фазу дијалога. Расправа о теми уније на осмом засједању у Сједињеним Државама (2000), која се практично завршила без резултата, довела је до кризе дијалога и обуставе рада Мјешовите комисије. Након кризе дијалога и његовог настанка 2006, стране су почеле да разговарају о проблемима еклисиологије и улози епископа Рима у Цркви. Расправе на ову тему добиле су противрјечан карактер, што је резултирало прилично дугом расправом. Крајем 2010-их, овај проблем је остао главна тема рада Мјешовите богословске комисије.

#### Проблематична питања православно-католичког дијалога
Међу главни аспектима о којима се разговарало током званичног православно-католичког дијалога, посебно мјесто заузело је питање односа страна према првенству римског епископа у Васељенској цркви. Према ријечима копредсједавајућег Мјешовите богословске комисије са православне стране, архиепископа аустралијског Константинопољске патријаршије Стилијана, а такође и предсједавајућег Папског савјета за унапрјеђење хришћанског јединства кардинала Валтера Каспера, тема непогрешивости и првенства римског папе постала је главно питање дијалога. Католицизам тврди да римски епископ има пуну и непосредну јурисдикциону власт над цијелом Црквом. Католички богослови виде легитимност првенства „Петровог насљедника” на основу јеванђељског теста о ријечима Исуса Христа упућених апостолу Петру (Мт. 16:18—19). Римска црква је од раних времена почела да се повезује са апостолом Петром (од 3. вијека) и да развија учење о његовом посебном статусу међу апостолима, а самим тим и о посебном статусу римског епископа. Други ватикански сабор, развијајући католичко богословље, потврдио је тврдњу о божанском праву на првенство и на посебан вјероучитељски ауторитет папе. При томе 1995. у енциклици „Ut Unum Sint” Јован Павле II је позвао хришћанске конфесије на богословску расправу о теми првенства римског понтифика. Католици су посебно признали да је „форма, коју првенство сада има у Католичкој цркви, неприхватљива за све друге цркве”. Ова папина иницијатива наишла је на позитиван пријем, посебно међу протестантима, јер је указивала да је Света столица спремна на флексибилност по овом питању. Ипак, званичници Католичке цркве наставили су да бране традиционално католичко схватање овог питања у духу Првог ватиканског сабора. Папски савјет за унапрјеђење хришћанског јединства је 2001. издао документ „Петрово служење” у којем се наводи: „Католичка црква сматра да је првенство Рима успостављено божанским правом и да као такав припада основној и непромјенљивој структури Цркве.” Православна страна не прихвата претензије папске катедре на апсолутну власт и првенство схвата искључиво као primus inter pares („први међу једнакима”). У јеванђелском тексту (Јн. 21:17), на који се католички богослови позивају да би оправдали посебан статус апостола Петра, православни виде као поново успостављање Петра у апостолству, од којег је отпао након троструког одрицања, а не као давање посебне власти њему. Поред православно-католичког спора о овој теми, током дијалога појавила се противрјечност у ставовима Константинопољске и Московске патријаршије по питању учења о првенству.
Друго проблематично питање у оквиру богословске питање било је унијатство. Католичка страна је назвала религијске факторе главним разлозима унијатства, док је православна као основу успјеха уније истакла политичке факторе. Копредсједавајући богословске комисије на католичкој страни, кардинал Едвард Касиди, назвао је унијатство „језгром” православно-католичког дијалога. Несугласице међу страна по питању односа према унији изазвале су слабљење интензитета дијалога од 1990. до 2000. године. Као што показује искуство из интервјуа, ово питање захтјева даље проучавање и расправе богослова обје Цркве. Основа за даље начине тражења консензуса по овом питању може бити изјава са шестог засједања Мјешовите комисије у Фрајзингу (1990), у којој су се стране сложиле да је „унија као метод, тамо гдје примијењена, није служила циљевима зближавања Цркава. Напротив, изазвала је нове подјеле. Тако створена ситуација била је повод за сукобе и недаће, које су се урезале у историјско памћење обје Цркве. Осим тога, еклисиолошки мотиви нас подстичу да тражимо друге путеве”. Упркос споразумима о унији у Фрајзингу и Баламанду, папе Јован Павле II и Бенедикт XVI више пута су изражавали подршку унији као средству црквеног јединства. Друго проблематично питање је разлика у ставовима аутокефалних помјесних православних цркава по многим питањима дијалога. Римокатоличка црква нашироко користи праксу „тумачења” докумената усвојених у оквиру дијалога, уз помоћ папских енциклика, указа и става званичних органа Католичке цркве. Примјер за то је био када су чланови Конгрегације за доктрину вјере Католичке цркве кардинал Јозеф Рацингер и надбискуп Тацизио Бентоне 2000. направили документ који је разјаснио термин „сестринске Цркве”. У овом образложењу свештенослужитељи су примјетили: „Примјена таквог израза у односу на Католичку цркву и Православну цркву у цјелини (или на једну, посебно узету помјесну православну цркву) доводи у сумњу постојање Једине Свете Католичанске и Апостолске Цркве, утврђене у Симболу вјере”. Такође, у једном интервјуу, Рацингер је изјавио да је „Католичка црква мајка других хришћанских цркви и да се не може сматрати ’сестром’. Израз ’сестринске Цркве’ се односи на однос између католика, православаца и протестаната”, додајући да се противи „примитивном екуменизму”. Коментаришући потписивање Равенског документа, секретар Конгрегације за доктрину вјере Анђело Амато је 2008. изјавио да је језик текста усвојеног у Равени „ближи православној, него католичкој црквеној традицији”.

### Оцјена дијалога
Православно-католички дијалог добио је различите оцјене у богословским и црквеним круговима. Највећу подршку дијалогу пружили су Света столица и Константинопољска патријаршија. Екуменистички покрет у цјелини поздравља овај дијалог, али примјећује велики број озбиљних богословских препрјека стварном зближавању Католичке и Православне цркве. Дијалог је виђен као „разговор два савезника”, која бране традиционалне хришћанске вриједности у савременом свијету. Ипак, јерарси, богослови и мирјани који су учествовали у дијалогу двају цркава, у различитим етапама изражавали су незадовољство уступцима супротној страни и самом чињеницом дијалога. Упркос блиских контактима јерарха и богослова цркава, већина вјерника је скептична према контактима са другом страном. Тиме су православци поставили важан услов за дијалог о престанку било каквог прозелитског дјеловања Католичке цркве на канонској територији Православне цркве. Заузврат, католички (углавном гркокатолици) представници изразили су незадовољство споразумима о унијатству који су постигнути током овог богословског дијалога. Овај богословски дијалог изазвао је активне расправе у Католичкој и Православној цркви. Тако су изјаве Конгрегације за доктрину вјере 2000. о питању употребе термина „сестринске Цркве” изазвале расправе у католичким круговима богословског покрета, који је подржао мишљење кардинала Јозефа Рацингреа, и либерални покрет у савременом католичком богословљу. Неки представници католичке стране оптужили су Руску православну цркву да је ометала дијалог почетком 1990-их, након успостављања католичких бискупија у Русији 2002, послије одбијања да потпише Равне документ 2007. и повлачења из дијалога 2018. године.

#### Позитивне реакције на дијалог
Света столица генерално приступа дијалогу са православцима са становишта хришћанског екуменизма, који се развија након Другог ватиканског сабора. Током дијалога, папе римске су више пута истицале да савремени односи са Православном црквом треба да се граде на начелима једнакости и поштовања. Током посјете Грчкој 2001, папа Јован Павле II је тражио опроштај за поступке крсташа 1204. године. Од раних 1960-их, након почетка „дијалога љубави”, римски понтифици су потписали значајан број заједничких декларација о различитим питањима двостраних односа са јерарсима православних цркви: Павле VI са патријархом константинопољским (1965. и 1967), Јован Павле II са патријархом константинопољским (1979, 1987, 1995, 2002. и 2004), са патријархом румунским (2002), са архиепископом атинским (2001), Бенедикт XVI са патријархом константинопољским (2006), са архиепископом атинским (2006), Фрањо са патријархом московским (2016). По почетку званичног богословског дијалога, римски понтифици су почели да посјећују земље са већинским православним становништвом. Тако је папа Јован Павле II је посјетио Румунију (1999), Грузију (1999), Грчку (2001), Украјину (2001), Бугарску (2002), папа Бенедикт XVI је посјетио Кипар (2010), а Фрањо Грчку (2016), Грузију (2016), Бугарску (2019), Сјеверну Македонију (2019) и Румунију (2019). Неки католички јерарси и богослови активно су учествовали у развоју православно-католичких односа, користећи искуство дијалога. Елеутерио Фортино, свештеник гркокатоличке Италоалбанске цркве и замјеник секретара Папског савјета за унапрјеђење јединства хришћана, био је активан у развоју дијалога са православним црквама.
Од самог почетка дијалога и током његовог развоја, Руска православна црква се залагала за његово одржавање. Руска православна црква је 2000. у документима усвојеним на архијерејском сабору признала Католичку цркву као „цркву у којој се чува апостолско прејемство рукоположења”. Највиши јерарси Константинопољске патријаршије у цјелини позитивно гледају на дијалог са Католичком црквом, а патријарх константинопољски Вартоломеј I имао је бројне личне састанке са папама римским: Јованом Павлом II, Бенедиктом XVI и Фрањом. Након избора Теофила III за патријарха јерусалимског 2005, представници Јерусалимске патријаршије поново су након паузе (од 1989. до 2006) учествовали у дијалогу. Грчка православна црква се 2009. залагала за наставак дијалога са Католичком црквом, уз поштовање канона и декрета васељенских сабора. Кипарска православна црква је, након избора Хризостома II за архиепископа кипарског 2006, почела да активно учествује у богословском дијалогу са Католичком црквом. Хризостом II је 2009. јавно осудио групу монаха, који су се противили одржавању једанаестог засједања Мјешовите богословске комисије у кипарском Пафосу. Папа Бенедикт XVI је посјетио Кипар 2010. године. Православни јерарси и богослови су такође настојали да развију дијалог са Католичком црквом. Одређени допринос развоју православно-католичких односа у 20. вијеку дали су Георгије Флоровски, архиепископ бриселски Васислије, митрополит лењинградски и ладожски Никодим и митрополит пергамски Јован.

#### Негативне реакције на дијалог
У Католичкој цркви незадовољство напретком богословског дијалога са Православном црквом исказали су углавном јерарси гркокатоличких цркава. Апостолски администратор за гркокатолике Румуније епископ клушко-герлски Ђорђе, у писмо папи Јовану Павлу II 1994. критиковао је Баламандску декларацију и одбацио све договоре богословског дијалога са православцима о питању унијатства. У свом писму, епископ је примјетио: „Румунска црква, која је у општењу са Римом, не прихвата ништа из текстова потписаних на Родосу, у Фрајзингу, Аричи и Баламанду, и проглашава неважећим потписе стављене испод ових текстова”. Предстојатељ украјинских гркокатолика архиепископ Мирослав је такође критиковао дијалог. Углавном, представници Украјинске гркокатоличке цркве били су незадовољни формулацијом о унијатству у документима заједничког дијалога. Истовремено, католици византијско обреда у Румунији и Украјини су враћање својих цркава из имовине православних цркава сматрали обнављањем правде и били су незадовољни поступцима Ватикана, који је, по њиховом мишљењу, недовољно досљедно бранио интересе гркокатолика и наставио дијалог са православцима по „сваку цијену”. Епископ чикашки Венедикт Украјинске гркокатоличке цкве је 2016. изјавио: „екуменски сусрети не дају резултате, а унија постоји 400 година и за то вријеме нико није предложио други модел јединства”.
Помјесне православне цркве, у различитим етапама званичног богословског дијалога, критиковале су усвојена документа у оквиру богословских дискусија са католицима. Представници Грчке цркве су 1980. одбили да учествују у дијалогу због присуства представника источнокатоличких цркава у Мјешовитој богословској комисији. Грчка црква је осудила Баламандску декларацију 1994, а 2007. је критиковала еклисиолошке одредбе и документе усвојене у оквиру дијалога. Синод Грузинске цркве је 8. октобра 1998. Баламандски споразум назвао „неприхватљивим”. Због заоштравања религијске ситуације у Украјини почетком 1990-их, Руска православна црква је предложила обуставу богословског дијалога са католицима, а у јулу 2002. Синод Руске цркве је осудио Католичку цркву „због прозелитизма, који представља озбиљну препреку нормализацији православно-католичких односа”. Помјесне православне цркве подржале су Руску цркву по „унијатском” питању, а Српска црква и по питању успостављања католичких епархија у Русији. Патријарх Алексије II је 2008. изјавио: „Баламандски документ никада није постао препрека за католике да наметну унију и наставе ширење на исток”. Католички јерарси, кардинали Валтер Каспер и Жан-Луи Торан, примјетили су неоснованост оптужби за прозелитизам против Православне цркве у вези са успостављањем католичких епархија у Русији 2002. године. Јерусалимска патријаршија није фактички учествовала у дијалогу од 1989. до 2006, а патријарх јерусалимски Диодор се 1992. успротивио наставку богословског дијалога са католицима. Бугарска православна црква је 2009. одлучила да прекине учешће у званичном дијалогу са католицима. Скептичне оцјене о екуменским дјелатностима изнијели су и јерарси других помјесних. На примјер, коментаре на документе Свеправославног сабора 2016. који дефинишу односе са Католичком црквом дали су представници Антиохијске, Грузинске и Српске цркве. Православно-католички дијалог критиковали су Света Гора, грчки, руски, кипарски и српски јерарси, монаси, богослови и медији.